# Lê Long Mang
Lê Long Mang (chữ Hán: 黎龍鋩) là một hoàng tử của nhà Tiền Lê trong lịch sử Việt Nam. Ông là con trai thứ 10 của Vua Lê Đại Hành. Sinh tại kinh đô Hoa Lư, Ninh Bình, Việt Nam. Ông được vua phong tước Nam Quốc Vương(南國王), đóng tại Vu Lung, tức vùng đất thuộc tỉnh Thanh Hóa ngày nay. Căn cứ vào năm sinh người con trai thứ năm của vua Lê Đại Hành (986) và năm phong vương thì năm sinh của ông nằm trong khoảng từ 986 đến 994.
Ông được Vua Lê Đại Hành phong vương năm 994. Việc này được sử gia Ngô Thì Sĩ sau này nhận xét:
"Lê Đại Hành tránh cái loạn của nhà Đinh phong khắp cho con gồm 13 tước vương, chia nhau ở các châu quận. Có lẽ là theo lối ngày xưa. Muốn nơi lớn nhỏ ràng buộc lẫn nhau, lúc nguy cấp thì cứu nhau, chống kẻ khinh rẻ mà giữ sự bền lâu, không thể thừa cơ dòm ngó như mình đối xử với nhà Đinh. Lo nghĩ cũng chu đáo đấy, phương pháp cũng chặt chẽ đấy".

## Gia đình
- Cha:
- Anh em: 
  - Lê Long Thâu
  - Lê Long Tích
  - Lê Long Việt
  - Lê Long Đinh
  - Lê Long Đĩnh
  - Lê Long Cân
  - Lê Long Tung
  - Lê Long Tương
  - Lê Long Kính
  - Lê Long Đề